# بازی ترور
بازی ترور نام کتابی است که به گفته ی نویسنده و ناشرش به تحلیل مستند و بیان ناگفته‌های ترور سعید حجاریان و هجوم تبلیغاتی پس از آن می‌پردازد. در این کتاب ادعا شده است که حجاریان خودش دست به ترور خودش زده است.

## فهرست مطالب
بخش اول: کاوشی در انگیزه عاملان ترور
بخش دوم: سودجویان از ترور، متهمان واقعی!
بخش سوم: همخوانی تبلیغاتی در قتل‌های زنجیره‌ای و ترور حجاریان
بخش چهارم: اولین گام نفوذ، تضعیف پایگاه‌های امنیتی
بخش پنجم: اولین گام برندازی، تضعیف پایگاه‌های فرهنگی
بخش ششم: دو نامه بی‌پاسخ

## منبع
1. ↑  بدون منبع
2. ↑  خبرگزاری تنسیم: http://www.tasnimnews.com/Home/Single/114430

سید عبدالمجید اشکوری و حمید رسایی (آذر ماه ۸۲)، بازی ترور، تهران: انتشارات کیهان تاریخ وارد شده در |سال= را بررسی کنید (کمک)ISBN 964-458-169-5